# دنيس لي
دنيس لي (بالإنجليزية: Dennis Leigh)‏ (26 فبراير 1949 ببارنسلي في المملكة المتحدة - ) هو لاعب كرة قدم بريطاني في مركز الدفاع. لعب مع نادي دونكاستر روفرز ونادي روذرهام يونايتد ولينكولن سيتي أف سي ونادي بوسطن يونايتد.

## وصلات خارجية
- دنيس لي على موقع قاعدة بيانات كرة القدم.إي يو (الإنجليزية)